# Obergermanisch-Raetischer Limes

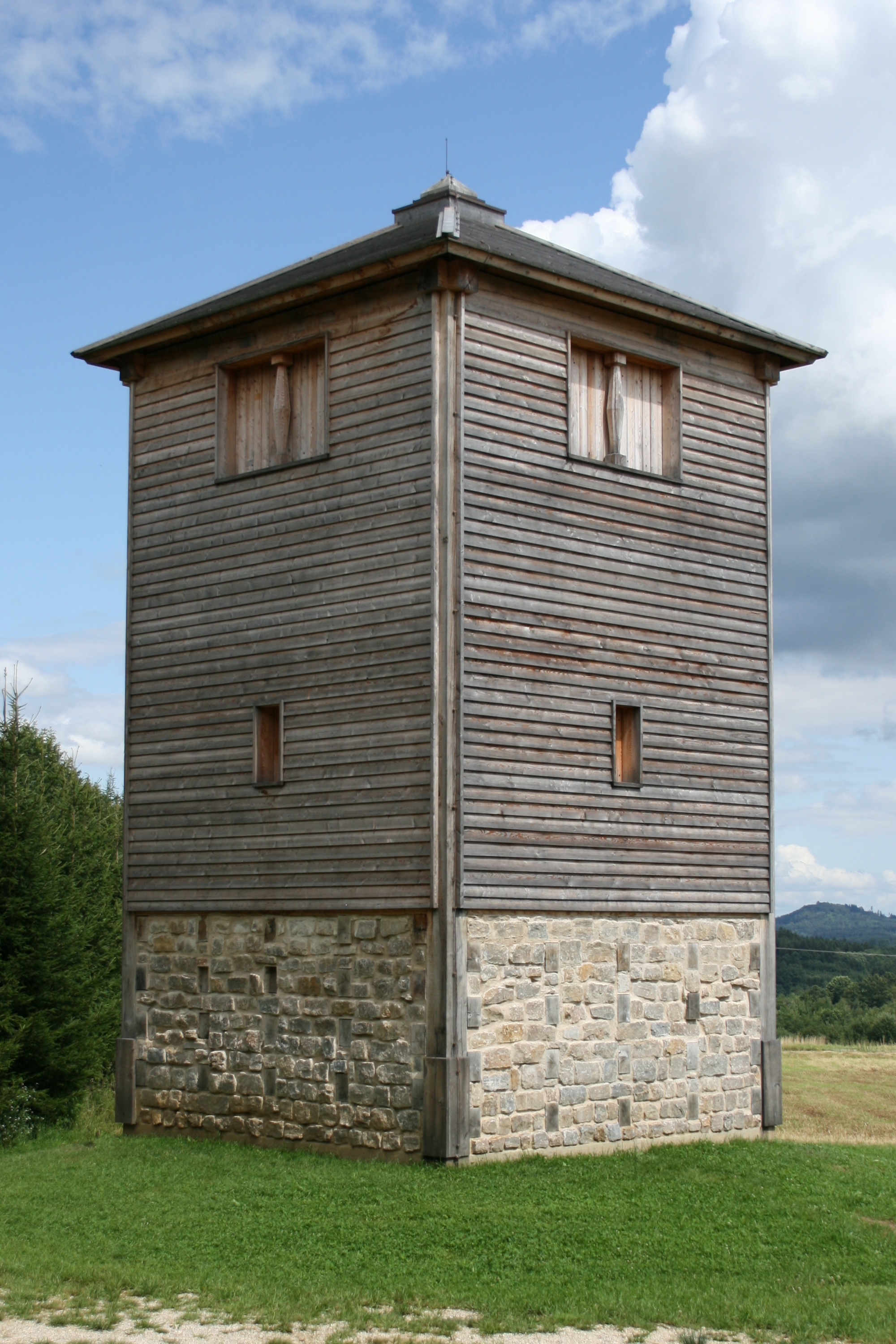
Der 2008 auf Grundlage der Arbeiten von Dietwulf Baatz rekonstruierte Holzwachturm

Der Obergermanisch-Raetische Limes (ORL) ist ein 550 Kilometer langer Abschnitt der ehemaligen Außengrenze des Römischen Reichs zwischen Rhein und Donau. Er erstreckt sich von Rheinbrohl bis zum Kastell Eining an der Donau. Der Limes bildete dabei die Fortsetzung der römischen Grenzsicherung, die im Nordwesten mit dem Niedergermanischen Limes entlang des Rheins begann. Während der Rhein in Niedergermanien als natürliche Grenze diente, wurde in Obergermanien und Raetien eine künstliche Grenzlinie mit Palisaden, Gräben, Wachtürmen und Kastellen errichtet. In nachantiker Zeit wurde der Limes vielerorts als Steinbruch genutzt und ist daher heute größtenteils nicht mehr sichtbar. Der Obergermanisch-Raetische Limes ist ein Bodendenkmal und seit 2005 Weltkulturerbe der UNESCO.

## Begriff

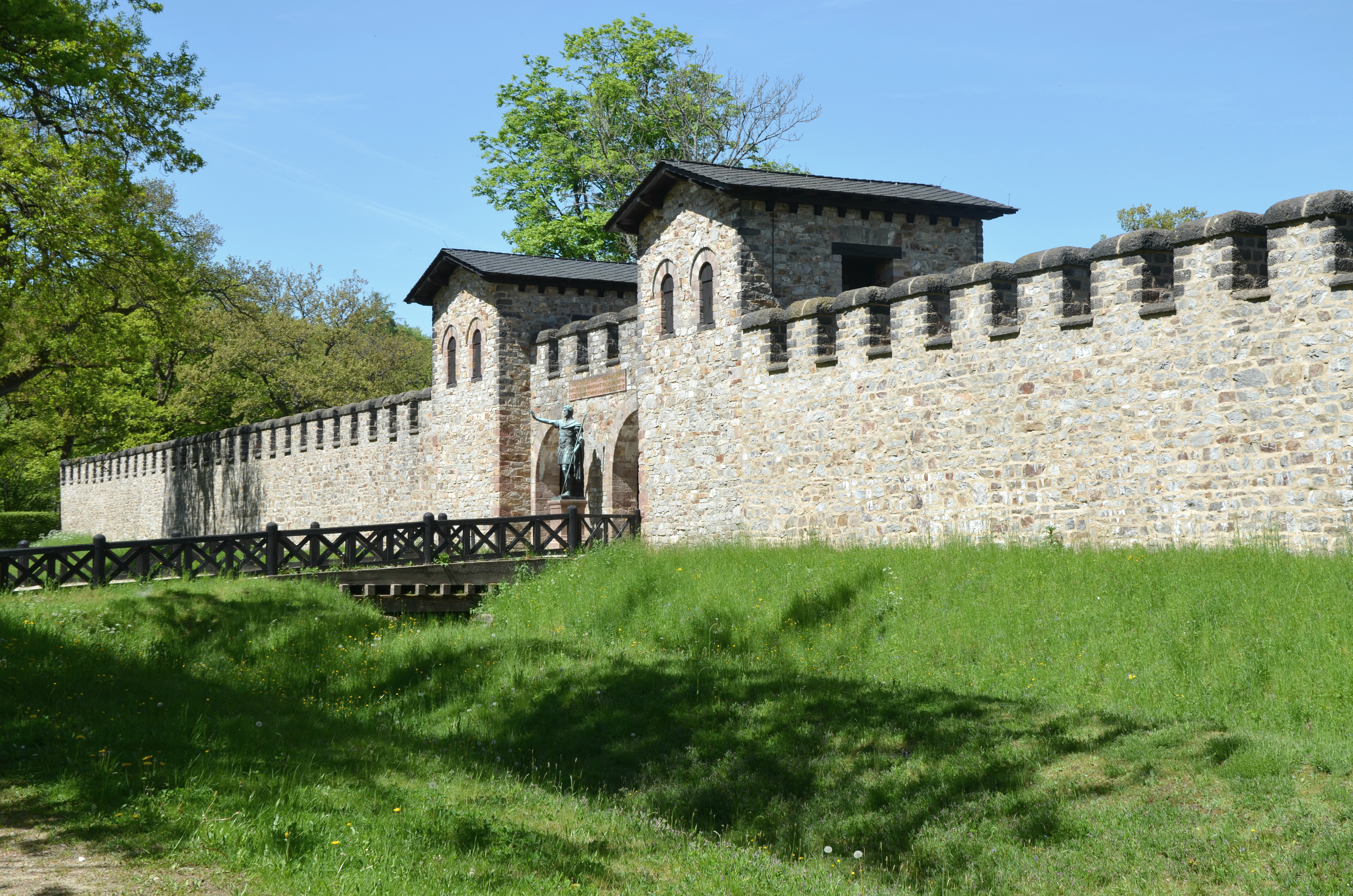
Das Kastell Saalburg. In den Jahren 1899 bis 1907 errichtet, gilt die Anlage als bedeutendster Rekonstruktionsversuch der archäologischen Vergangenheit. Die bereits 1885 von Louis Jacobi errichtete Südwestecke mit weiterem und damit richtigem Zinnenabstand musste während der Gesamtrekonstruktion wohl auf Veranlassung Kaiser Wilhelms II., mit mittelalterlichem Zinnenabstand und damit falsch wiederaufgebaut werden.

Der lateinische Begriff Limes bedeutete ursprünglich Grenzweg bzw. Schneise. In Deutschland sind mit Limes in der Regel der Raetische Limes und der Obergermanische Limes gemeint, gemeinsam als Obergermanisch-Raetischer Limes bezeichnet. Die beiden Limesabschnitte sind nach den angrenzenden römischen Provinzen Raetia (Rätien) und Germania superior (Obergermanien) benannt.
Die römischen Limites stellten in der Geschichte erstmals räumlich klar definierte und visuell im Gelände für Freund und Feind eindeutig erkennbare Außengrenzen eines Herrschaftsbereichs dar. Der Obergermanisch-Raetische Limes hält sich dabei wenig an Flüsse oder Gebirgszüge, die eine natürliche Abgrenzung des Gebietes darstellen könnten. Er umfasst die längste Landgrenze im europäischen Abschnitt des Limes, unterbrochen nur auf wenigen Kilometern durch eine Strecke, die zwischen Großkrotzenburg und Miltenberg dem Main folgt. Der Limes wird in Europa sonst weitgehend durch die Flüsse Rhein (Niedergermanischer Limes) und Donau (Donaulimes) bzw. nach dem Limesfall als Verbindungsstück auch durch die Iller (Donau-Iller-Rhein-Limes) gebildet.

## Funktion
Seit langem wird darüber diskutiert, wozu es die römischen Militärgrenzen gab. Nach älteren Vorstellungen diente der Limes primär als militärische Demarkations- und Defensivlinie. Die jüngere Forschung hingegen sieht zumindest im Obergermanisch-Raetischen Limes eher eine überwachte Wirtschaftsgrenze zum nichtrömischen Raum. Der Limes sollte die Macht des Imperiums demonstrieren, Schmuggel unterbinden und einen friedlichen Grenzverkehr und die Erhebung von Zöllen und Steuern ermöglichen. Die am Limes stationierten Truppen reichten aber nicht aus, um größere Angriffe abzuwehren.
Das römische Imperium dehnte durch eine geschickte Wirtschaftspolitik seinen Einflussbereich weit nach Nordosten, über die Grenze hinaus, aus. Zeugnis davon geben die vielen Grenzübergänge, die zwar von römischen Soldaten kontrolliert wurden, aber dennoch einen regen wirtschaftlichen Austausch ermöglichten, und die zahlreichen römischen Funde auch im „freien Germanien“ (bis nach Jütland und Skandinavien). Auch versuchte man mitunter, jenseits des Limes ehemalige römische Legionäre anzusiedeln oder, sehr viel häufiger, Auxiliarsoldaten anzuwerben und Bündnisse zu schließen. Damit reichte die Romanisierung der Bevölkerung weit über den Limes hinaus.

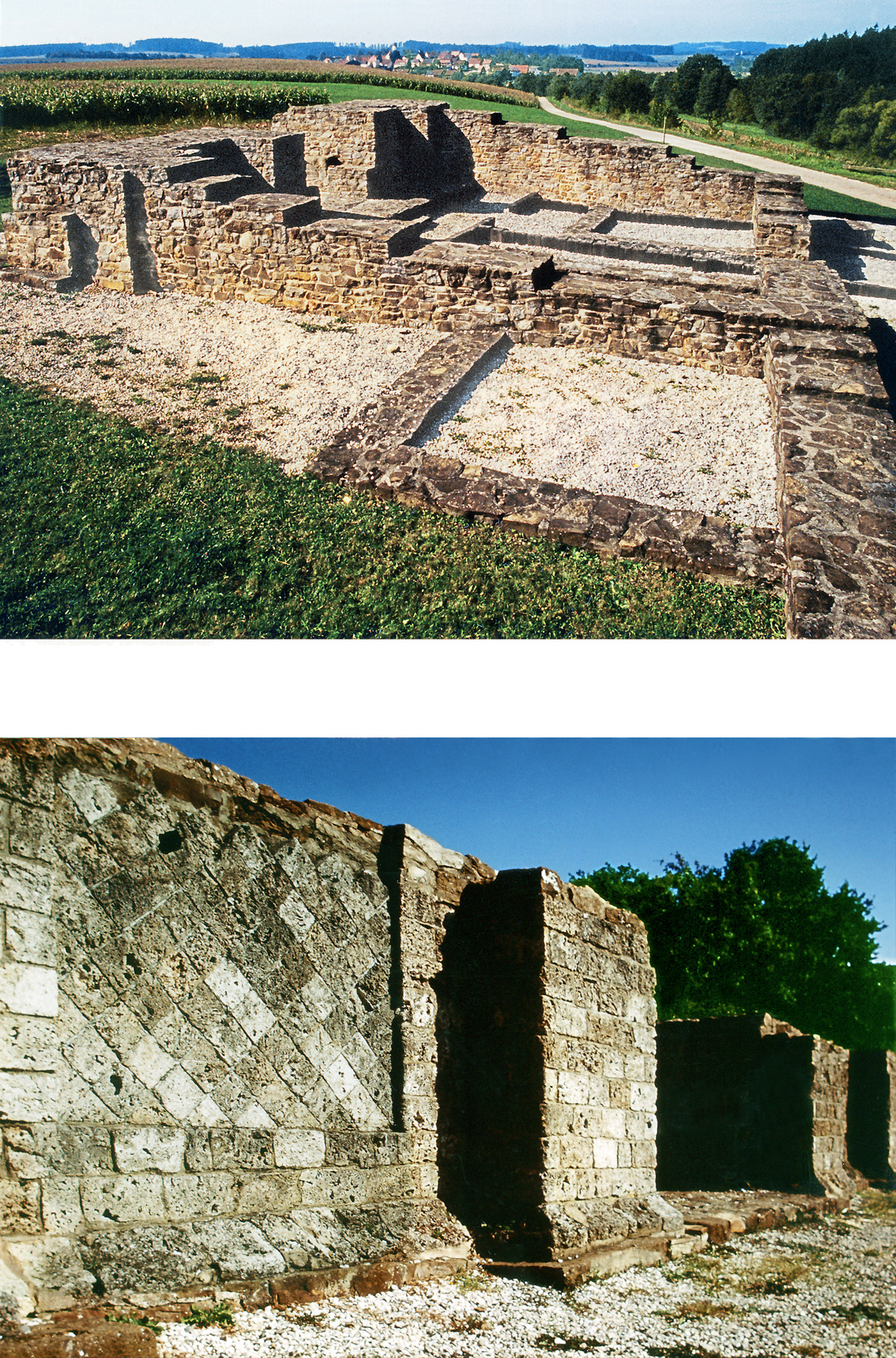
Das Limestor Dalkingen (WP 12/81), das in fünf Ausbauphasen errichtet wurde

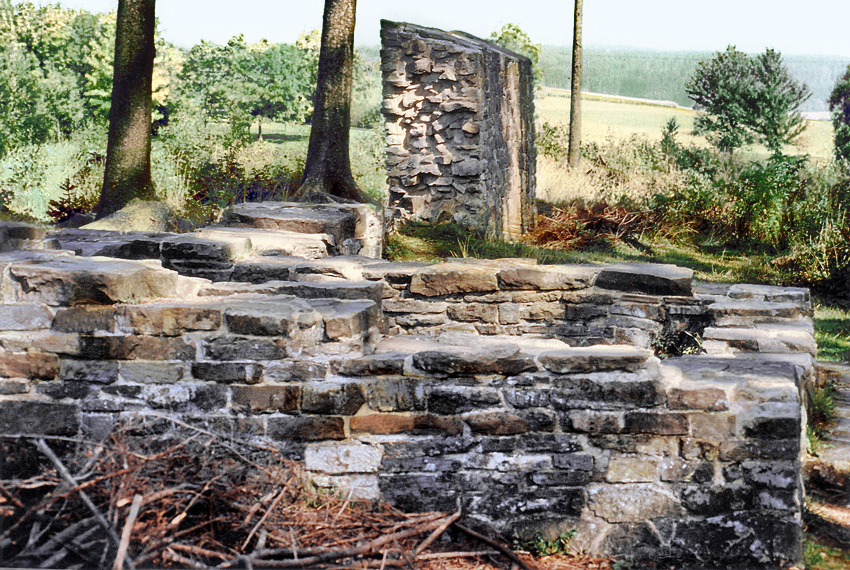
Bei WP 12/77 wurde ein Teil der Limesmauer auf voller Höhe rekonstruiert (Mahdholz)

## Forschungsgeschichte

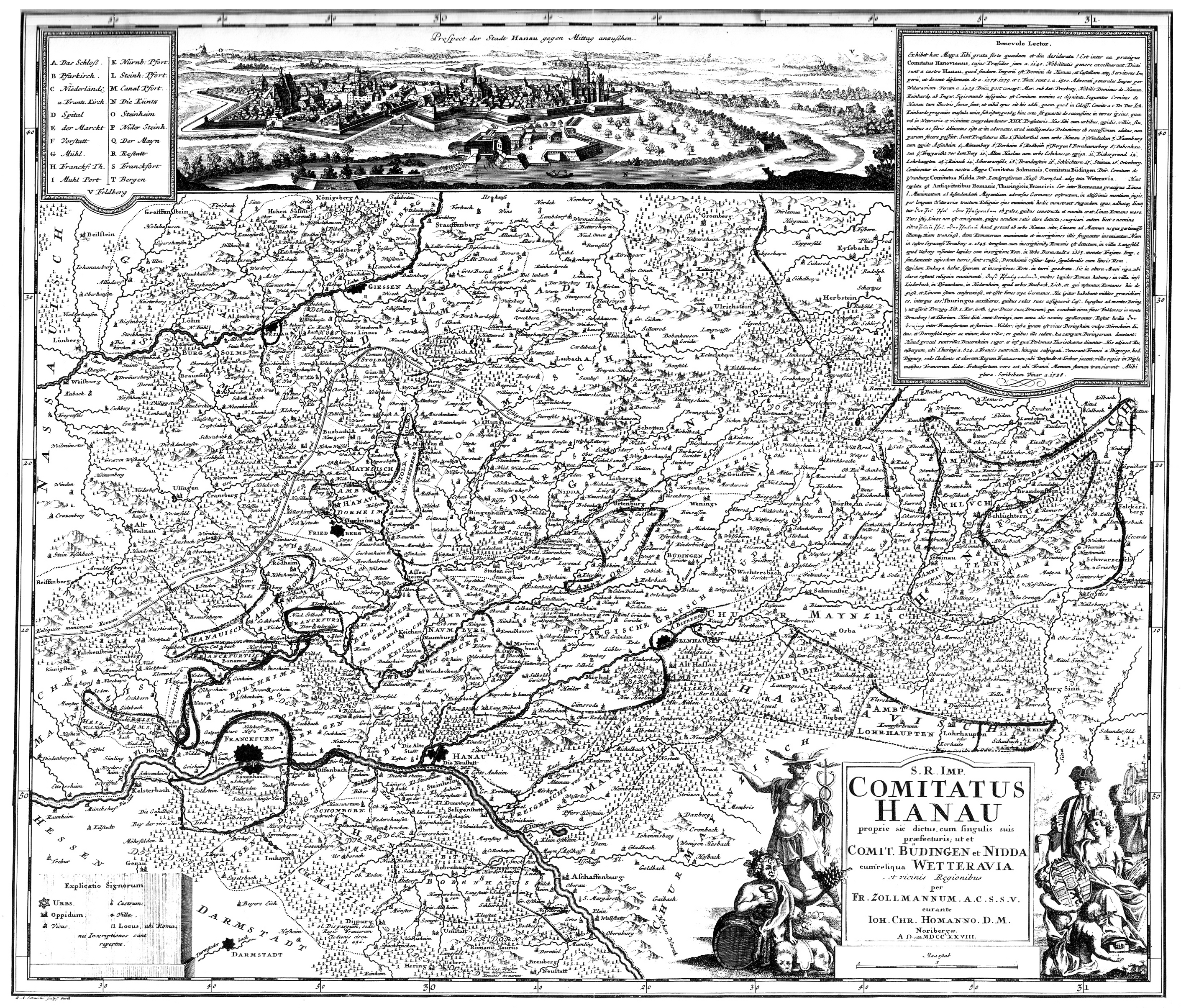
Karte der Grafschaft Hanau von Friedrich Zollmann 1728, darin eine der frühesten Einzeichnungen des Limes, bezeichnet als Reliquiae munimenti Romani sive Lineae adversus Germanos erectae, hodieque Der Pfalgraben, Pfolgraben vel Polgraben dictae

Das Interesse am Limes als Rest einer Anlage aus römischer Zeit wurde in Deutschland in der Zeit der Renaissance und des Humanismus wieder lebendig. Gefördert wurde dies durch die Wiederauffindung der Germania und der Annales des Tacitus in Klosterbibliotheken im 15. und frühen 16. Jahrhundert.
Gelehrte wie Simon Studion (1543–1605) erforschten Inschriften und entdeckten Kastelle, Studion leitete archäologische Ausgrabungen des Kastells Benningen an der Neckarlinie des Neckar-Odenwald-Limes. Regionale Limes-Kommissionen wurden gegründet, blieben aber aufgrund der politischen Gegebenheiten auf kleine Gebiete beschränkt, zum Beispiel im Großherzogtum Hessen oder im Großherzogtum Baden. Johann Alexander Döderlein berichtete als Erster vom Verlauf des Limes im Raum Eichstätt. Im Jahre 1723 deutete er die Bedeutung des Limes als Erster richtig und veröffentlichte 1731 eine erste wissenschaftliche Schrift darüber.

### Reichs-Limeskommission

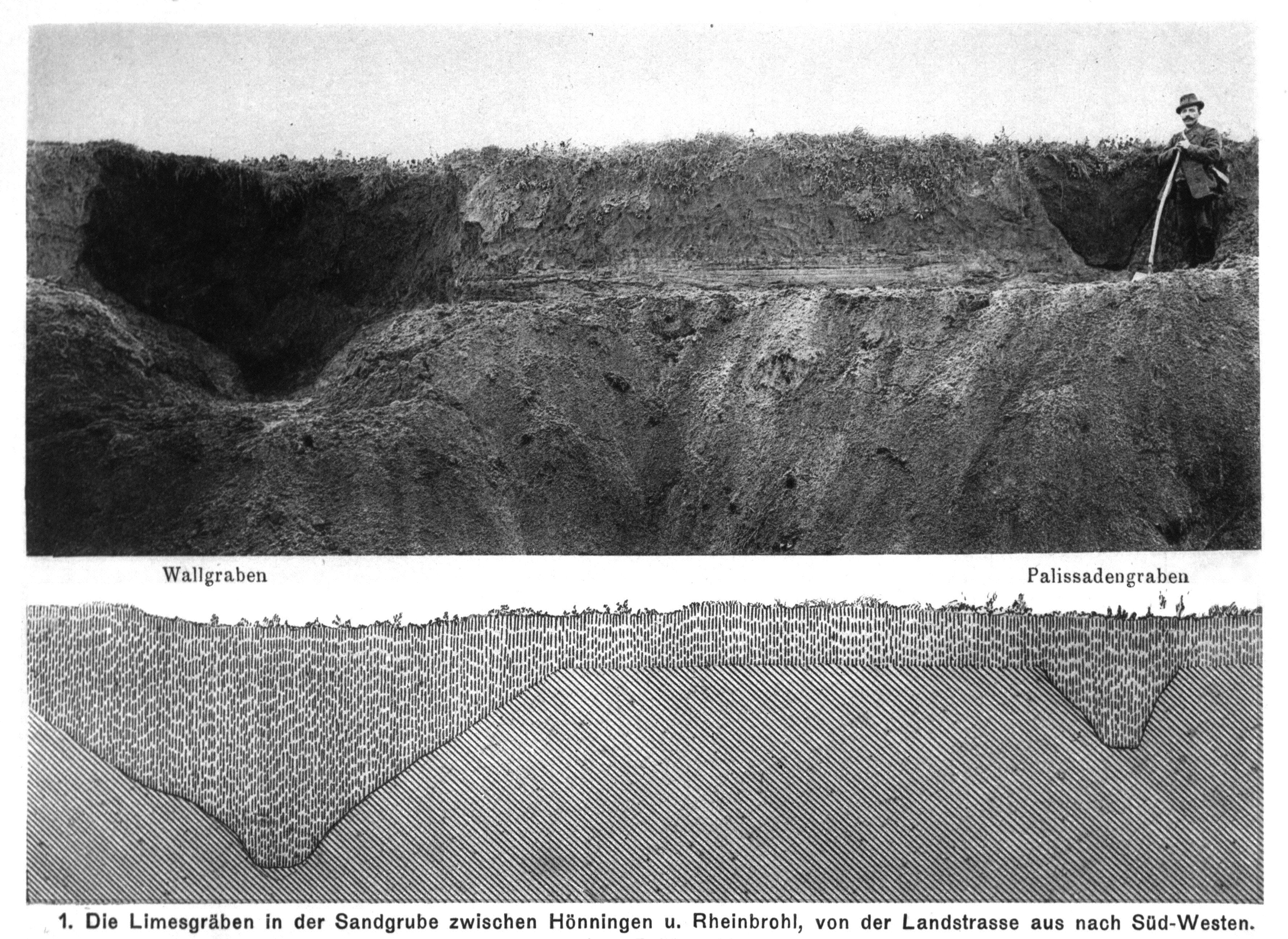
Zeit der RLK: archäologischer Befund und zeichnerische Dokumentation, „Großer Graben“ und Palisadengraben bei Rheinbrohl

Erst nach der Reichsgründung konnten in der zweiten Hälfte des 19. Jahrhunderts Archäologen damit beginnen, den zuvor nur rudimentär bekannten Verlauf genauer aufzunehmen und erste systematische Ausgrabungen vorzunehmen. 1892 wurde zu diesem Zweck die Reichs-Limeskommission (RLK) unter der Leitung des Althistorikers Theodor Mommsen mit Sitz in Berlin gegründet. Die Arbeit dieser Kommission gilt als Pioniertat zur Aufarbeitung provinzialrömischer Geschichte. Besonders produktiv waren die ersten zehn Jahre der Forschung, in denen der Verlauf des Obergermanisch-Raetischen-Limes festgestellt und die Kastelle entlang der Grenze benannt wurden. Die Forschungsberichte über die Ausgrabungen erschienen von 1894 bis zur Auflösung der Kommission im Jahr 1937. Die einzelnen Lieferungen wurden unter dem Titel Der obergermanisch-raetische Limes des Roemerreiches (ORL) in fünfzehn Bänden zusammengefasst, von denen sich sieben mit der Strecke und acht mit den einzelnen Kastellen befassen. Die Unterlagen der Reichs-Limeskommission befinden sich heute in der Obhut der Römisch-Germanischen Kommission des Deutschen Archäologischen Instituts. Die RLK nummerierte neben den Strecken die Kastelle fortlaufend sowie die Wachtürme (Wp) der einzelnen Strecken.

### Streckenverlauf
Im Verlauf dieser Arbeiten wurde der 550 Kilometer lange Verlauf des Limes vermessen, in Strecken eingeteilt und beschrieben. Diese Aufteilung folgte den im Deutschland des 19. Jahrhunderts vorhandenen Verwaltungsgrenzen, nicht antiken Vorgaben:
- Strecke 1: Rheinbrohl – Bad Ems
- Strecke 2: Bad Ems – Adolfseck bei Bad Schwalbach
- Strecke 3: Adolfseck bei Bad Schwalbach – Taunus – Köpperner Tal
- Strecke 4: Köpperner Tal – Wetterau – Marköbel (westlicher Wetterau-Limes)
- Strecke 5: Marköbel – Großkrotzenburg am Main (östlicher Wetterau-Limes)
- Strecke 6a: Hainstadt – Wörth am Main (ältere Mainlinie)
- Strecke 6b: Trennfurt – Miltenberg
- Strecke 7: Miltenberg – Walldürn – Buchen-Hettingen (Rehberg)
- Strecke 8: Buchen-Hettingen (Rehberg) – Osterburken – Jagsthausen (neuere Odenwaldlinie)
- Strecke 9: Jagsthausen – Öhringen – Mainhardt – Welzheim – Alfdorf-Pfahlbronn (Haghof)
- Strecke 10: Wörth am Main – Bad Wimpfen (ältere Odenwaldlinie/Neckar-Odenwald-Limes)
- Strecke 11: Bad Wimpfen – Köngen (Neckarlinie)
- Strecke 12: Alfdorf-Pfahlbronn (Haghof) – Lorch – Rotenbachtal bei Schwäbisch Gmünd (Ende des obergermanischen Limes, Beginn des raetischen Limes) – Aalen – Stödtlen
- Strecke 13: Mönchsroth – Weiltingen-Ruffenhofen – Gunzenhausen
- Strecke 14: Gunzenhausen – Weißenburg – Kipfenberg
- Strecke 15: Kipfenberg – Kastell Eining

## Baugeschichte

### Historische Entwicklung
Die Vorgeschichte des Limes geht bis in das Jahr 9 n. Chr. zurück, als die Römer unter ihrem Feldherrn Varus in der so genannten Varusschlacht eine vernichtende Niederlage durch Germanen unter ihrem Anführer Arminius erlitten. Insgesamt drei römische Legionen gingen bei diesem Versuch der Römer unter, die Reichsgrenze in Richtung Elbe auszudehnen. Nach dieser Katastrophe zogen sich die Römer auf die linke Seite des Rheins und die rechte Seite der oberen Donau zurück.
Ein Jahrhundert später entschloss Rom sich aber, die Grenzlinie zwischen Rhein und Donau zu verkürzen und dabei auch (land)wirtschaftlich interessantes Territorium, etwa die Wetterau, zu annektieren. Der Obergermanisch-Raetische Limes entwickelte sich in mehreren Stufen aus einem reinen Postenweg innerhalb einer Schneise, die in die germanischen Wälder geschlagen wurde. Im Odenwald wurden zwischen den Jahren 107/110 beziehungsweise 115 hölzerne Wachtürme errichtet. Diese etwa zehn Meter hohen Holzwachtürme waren von Erdwällen umgeben und hatten zueinander Sichtverbindung. Der durchschnittliche Abstand betrug rund 800 Meter. Der Ausbau des Limes erfolgte keineswegs einheitlich. So wurde der Limes in Obergermanien rund 40 Jahre früher ausgebaut als in Rätien.
Die ältesten dendrochronologischen Befunde, die aus der Gründungsphase des rätischen Lagerdorfs von Kastell Buch stammen, sind für Mai/Juni 161 n. Chr. veranschlagt worden. Möglicherweise wurde das römische Militär erst um diese Zeit mit dem Bau der ersten Befestigungen in Rätien und am „Vorderen Limes“ beauftragt. Am Limestor Dalkingen entstand in dieser ersten Ausbaustufe zunächst ein einfacher Flechtwerkzaun aus einzelstehenden Pfosten. An gleicher Stelle wurde ein Grabenkarree festgestellt, das einem Holzturm zugeordnet wird. Der Ausgräber, Dieter Planck, ordnete den Zaun sowie den Turm derselben Zeitstellung zu. Für die Wissenschaftler stellt sich nun die Frage, ob diese einfache Hürde bei den früheren Beobachtungen, zumeist noch zu Zeiten der Reichs-Limeskommission (RLK), nicht vielfach übersehen worden ist. Einige Wissenschaftler ordneten diesen Zaun jedoch einer völlig anderen Zeitstellung zu. Ihrer Meinung nach soll dieser erst nach Schadhaftwerdung der Palisade errichtet worden sein. Dies widerspricht aber den Befunden am Limestor. Dort überschneidet laut Planck der Palisadengraben die Pfostengruben teilweise. Dendrochronologische Untersuchungen an Palisadenhölzern aus dem nahe am Limestor gelegenen Schwabsberg im Ostalbkreis ergaben, dass die nächste Ausbaustufe dort bereits 165 n. Chr. vonstattenging. In der Wetterau hingegen konnte bei dem Kastell Marköbel die Palisade wahrscheinlich schon auf das Jahr um 120 n. Chr. festgeschrieben werden.
Weitere wichtige dendrochronologische Datierungen zu den Bauaktivitäten zwischen 120 und 169 bietet die folgende Tabelle:
| Provinz                         | Fundort                               | Fälldatum                                              | Beschreibung                                                                             |
| Germania superior               | Marköbel                              | Winter 119/120, Frühjahr 120 n. Chr.                   | Limespalisade                                                                            |
| Germania superior               | Benefiziarier-Weihebezirk Osterburken | Winter 159/160 n. Chr.                                 | mehrere Bauhölzer im Talgrund der Kirnau                                                 |
| Germania superior               | Kastell Murrhardt                     | 159 n. Chr.                                            | Waldkante-Rinde, Brunnen in der Retentura des Kastells.                                  |
| Germania superior               | Ostkastell Welzheim                   | 165 n. Chr.                                            | Verschalung Brunnen 2                                                                    |
| Grenze Germania superior/Raetia | Rotenbachtal                          | Winter 163/164 n. Chr.                                 | Limespalisade oder Holzbrücke kurz hinter der Palisade                                   |
| Raetia                          | Kastell Aalen                         | 160 ± 10 n. Chr. (Bauinschrift aus den Jahren 163/164) | Principia, hölzerne Vorhalle                                                             |
| Raetia                          | Vicus Buch                            | absolute Datierung 161 n. Chr.                         | Verschalung Brunnen 2 und Latrine 8                                                      |
| Raetia                          | Schwabsberg                           | „Spätjahr 165, möglicherweise Frühjahr 166“            | Limespalisade, Eichenholz, 1969 geborgen, vier Proben, ein Stück mit voller Waldkante    |
| Raetia                          | Schwabsberg                           | 165 n. Chr.                                            | Limespalisade, Eichenholz, 1974 geborgen, sieben Proben                                  |
| Raetia                          | Mönchsroth                            | 160 n. Chr.                                            | Limespalisade; Tannennadelholz, 1992 bei der Anlage des Schindhausweihers geborgen.      |
| Raetia                          | Gunzenhausen                          | 162 n. Chr.                                            | Limespalisade; Zwischen 1895 und 1898 geborgenes Eichenholz aus den Altmühlwiesen.       |
| Raetia                          | Gunzenhausen                          | 166 ± 10 n. Chr.                                       | Limespalisade; 1975 geborgenes Eichenholz vom Oberen Marktplatz.                         |
| Raetia                          | Kastell Theilenhofen                  | 126 n. Chr.                                            | erstes Militärbad; am 27. November 2002 durch den Dendrochronologen Franz Herzig beprobt |

Die ursprünglich errichteten, verwitterungsanfälligen Holztürme wurden später durch Steinbauten ersetzt. Auch der Limes selber machte mehrere Ausbauperioden durch. Analog entwickelte sich der raetische Limes. Nur wurde dort während der Regierungszeit des Kaisers Septimius Severus statt Palisade, Wall und Graben eine durchgehende massive, bis zu drei Meter hohe Mauer errichtet. Aufgrund der gleichlautenden dendrochronologischen Untersuchungen an drei Eichenholzpfählen eines sehr gut erhaltenen Pfahlrosts, auf dem die rätische Mauer nahe dem Kastell Dambach gründet, konnte festgestellt werden, dass das dort verbaute Holz in den Wintermonaten 206/207 n. Chr. geschlagen wurde. Anschließend kann es bereits im Frühjahr 207 verbaut worden sein. Somit scheint deutlich zu werden, dass die hölzerne Palisade in Rätien rund 45 Jahre bestand. Aus dem baulichen Unterschied der Grenzanlagen leitet die Forschung ab, dass deren Bauunterhalt offensichtlich bei der jeweiligen Provinzverwaltung lag.
Der Obergermanisch-Raetische Limes erfuhr verschiedene größere und kleinere Verlegungen des Grenzverlaufs und wurde entsprechend an mehreren Stellen umgebaut. Die Ursachen für diese Grenzverschiebungen sind nicht überliefert. Es wird vermutet, dass es sich zum Teil um nachträgliche Begradigungen handelt. So wurde etwa die Grenze des rund 60 Jahre als römische Grenzbefestigung genutzten „Odenwaldlimes“ nachträglich um einige Kilometer nach Osten verschoben.

### Vermessungstechnische Besonderheiten

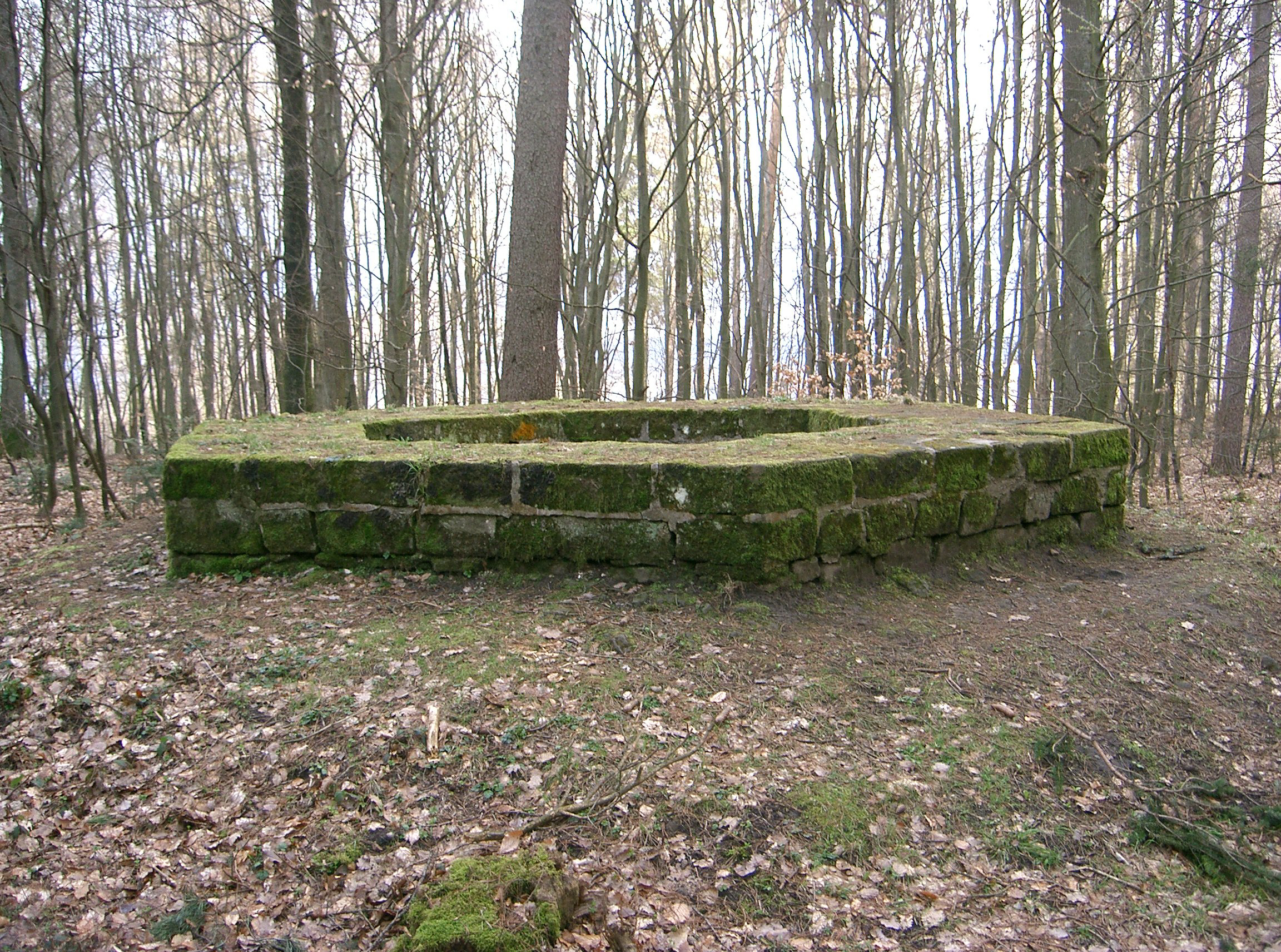
Fundament des Sechseckturms (WP 9/51) in Gleichen

Am Obergermanischen Limes existieren mehrere Abschnitte, die durch einen exakt gradlinigen Streckenverlauf auffallen und wie mit dem Lineal durch die Landschaft gezogen wirken. Die dazu erforderliche außergewöhnliche Präzision wird der Verwendung der Groma durch römische Landvermesser zugeschrieben. Der längste dieser Abschnitte reicht, mit nur einer kurzen, dem Geländerelief bei Pfedelbach-Gleichen geschuldeten Abweichung, von einem ansonsten unbedeutenden Wachturm bei Walldürn (Strecke 8) bis zum Haghof südlich von Welzheim und erreicht eine Länge von 81,259 km. Damit handelt es sich um die längste geradlinige Trasse der gesamten Antike. Auf einer Strecke von 50 km beträgt die Abweichung, bezogen auf die Mitte des Grabens, nur 90 cm. Als Motiv vermutet man eine Machtdemonstration gegenüber der germanischen Bevölkerung. Eine Besonderheit in diesem Bereich stellt der Sechseckturm (WP 9/51) in Pfedelbach-Gleichen dar. Es handelt sich hierbei um den einzigen derartigen Turm an diesem Limesabschnitt. Seine einen Meter breiten und damit ungewöhnlich starken Fundamente besitzen als zusätzliche Verstärkung einen außen 0,5 Meter weit vorspringenden Sockel. Sechseckform und Grundmauern sprechen dafür, dass die Turmhöhe sicherlich weit über dem Normalmaß lag. Die Gestaltung des Turmes und sein Standort lassen vermuten, dass er ein Hauptpunkt für die optische Vermessung der schnurgeraden Strecke gewesen war.

### Begleitende Infrastruktur

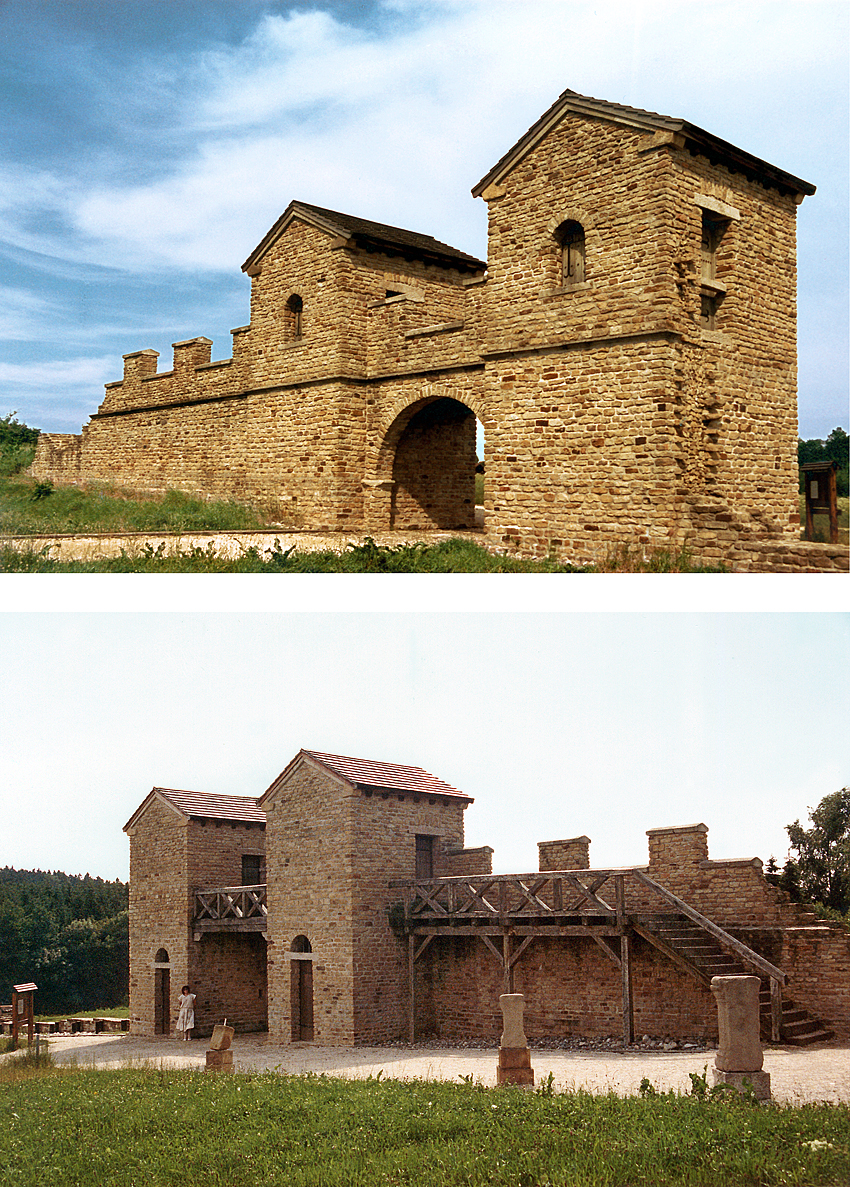
Rekonstruiertes Westtor des Ostkastells von Welzheim bei Schwäbisch Gmünd und dem Südende des obergermanischen Limes

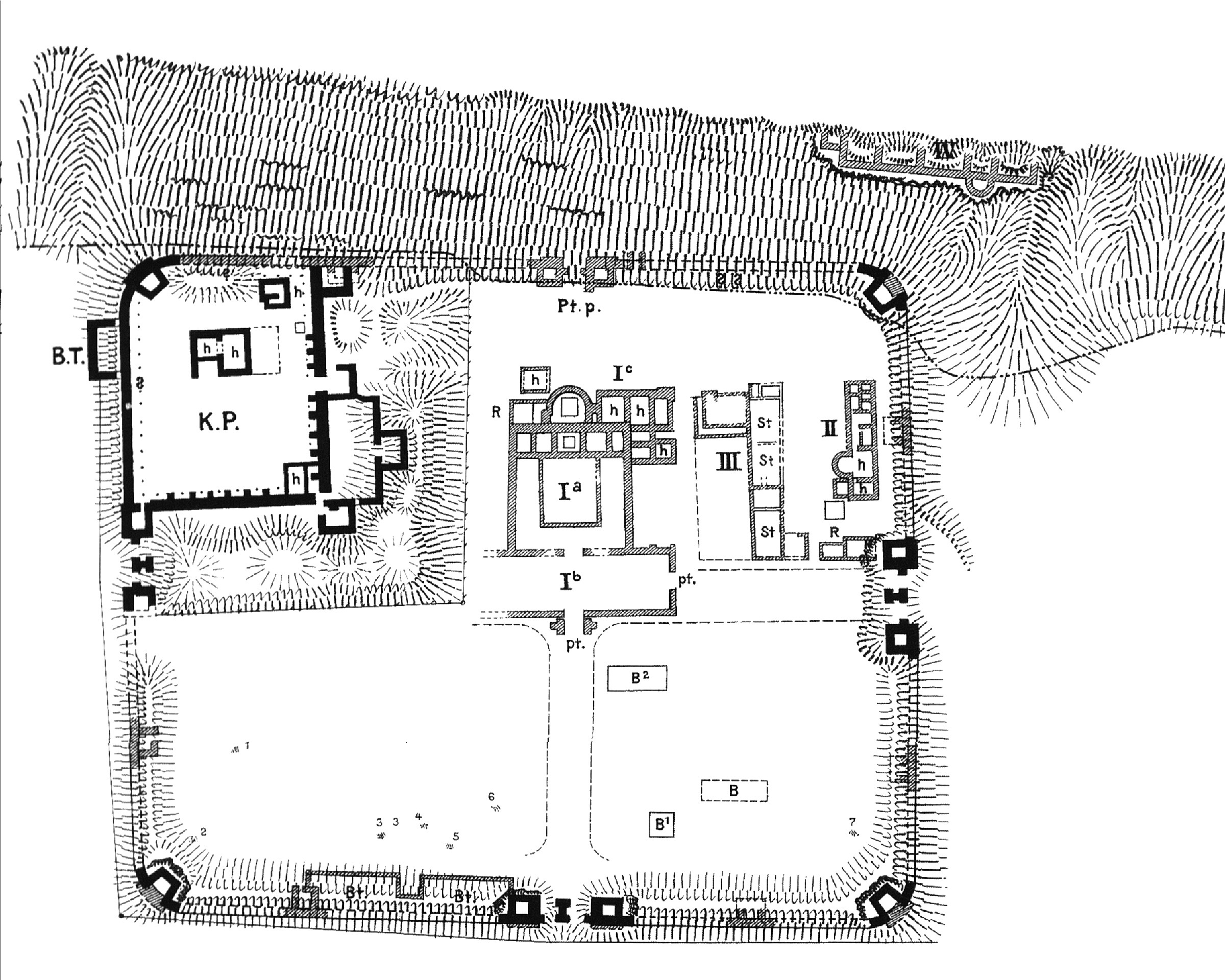
Auxiliarkastell Abusina als Endpunkt des Raetischen Limes (Stand der Ausgrabungen 1903)

Der Obergermanisch-Raetische Limes war im römischen Hinterland von einem Netz militärischer Stützpunkte und ziviler Versorgungseinrichtungen begleitet und von einem Straßen- und Wegenetz verbunden.
Im Abstand von etwa zehn Kilometern entstanden kleinere Kastelle für Hilfstruppen (Auxiliartruppen), die die Besatzungen der Wachttürme stellten und von diesen bei Zwischenfällen an der Grenze benachrichtigt werden konnten. Erste Kastelle entstanden am Neckar und im Taunus, zuerst als Holz-Erde-Konstruktionen, ab 150 dann auch in Stein ausgeführt. Herausragende Beispiele für derartige Kastelle sind die Saalburg, das Kastell Kleiner Feldberg und das Kastell Kapersburg, alle drei im Taunus gelegen. Ein besonders großes Kastell für eine berittene Einheit (lat.: Ala) lag im heutigen Stadtgebiet von Aalen. Diese Kastelle wiederum konnten von den Legionsstandorten, den Provinzhauptstädten, bei Bedarf Verstärkung anfordern.
Um die Kastelle bildeten sich in aller Regel größere und kleinere Zivilsiedlungen (lat.: vici). In diesen lebten u. a. die Angehörigen der stationierten Auxiliare. Händler, Handwerker und Schenken sorgten zudem für Möglichkeiten der Versorgung und der Zerstreuung der zahlungskräftigen Truppe. Einige der frühen vici entwickelten sich zu größeren und florierenden Civitas-Hauptorten, auch nachdem das Militär abgezogen war, wie zum Beispiel das römische Nida auf dem Gebiet des heutigen Frankfurt-Heddernheim.
Eine Besonderheit stellt die römische Stadtgründung von Waldgirmes im Lahntal dar, jenseits des späteren Limes. Die Stadt besaß ein repräsentatives Forum und war offenbar als lokales Verwaltungszentrum gedacht, wahrscheinlich als Hauptort einer civitas, vielleicht sogar als künftige Hauptstadt der von Augustus ursprünglich angedachten großen Provinz Germania magna, die vom Rhein bis zur Elbe reichen sollte. Nach der Varusschlacht (9 n. Chr.), spätestens jedoch mit der Abkehr von der augusteischen Expansionspolitik unter Tiberius (17 n. Chr.), wurden alle diesbezüglichen Pläne verworfen und die Stadt aufgegeben.
Als Wirtschaftsgrenze besaß der Limes eine Reihe von bewachten Durchlässen, an denen das Militär den Grenzverkehr kontrollieren konnte.

## Untergang
Über die Epoche des Niedergangs des Obergermanisch-Raetischen Limes sind nur wenige schriftliche Quellen überliefert. Von den Historikern wurde daher lange Zeit angenommen, dass der Limes in einem einzigen Ansturm der Germanen in den Jahren 259 und 260 n. Chr. überrannt worden und zusammengebrochen sei. Neuere archäologische Untersuchungen und Funde zeigen jedoch, dass der Verfall im 3. Jahrhundert n. Chr. langsam und in verschiedenen Abstufungen erfolgte und es zudem Unterschiede zwischen dem obergermanischen und dem raetischen Abschnitt gab. Das Zusammentreffen einer ganzen Reihe von inneren und äußeren Ursachen bedingte einen Prozess des kontinuierlichen Niederganges.

### Kämpfe unter Severus Alexander

Ein aus ca. 2000 Pfählen bestehender Pfahlrost diente als Fundament der rätischen Mauer, freigelegt im abgelassenen Kreutweiher bei Dambach – Strecke 13: Ruffenhofen – Gunzenhausen

Bereits seit dem späten 2. Jahrhundert stieg der Druck auf die römische Nordgrenze; neuere Untersuchungen deuten darauf hin, dass dies unter anderem auf neu zugewanderte Gruppen aus dem Inneren Germaniens zurückzuführen sein könnte, die nicht romanisiert waren und gegenüber dem Imperium aggressiver auftraten. Kaiser Commodus ließ um 185 mehrere Grenzanlagen erneuern und erweitern. 213 führte Kaiser Caracalla einen Straffeldzug jenseits des Limes durch. Der Hauptgrund für den Untergang bzw. die Aufgabe des Limes ist aber zum einen in der zunehmenden Inanspruchnahme der militärischen Kräfte durch Auseinandersetzungen in den orientalischen Provinzen zu suchen. Dort sah sich das Römische Reich einer wachsenden Herausforderung durch seinen östlichen Nachbarn, das im Jahr 224 n. Chr. gegründete persische Sassanidenreich, gegenüber. Als Reaktion darauf wurden immer mehr Truppen, besonders die Reitereien der Alen, vom Limes abgezogen. Der junge Kaiser Severus Alexander leitete im Jahr 232 n. Chr. zusammen mit seiner Mutter Julia Mamaea einen Feldzug gegen die Sassaniden. Die an den Grenzen im Osten stationierten Truppen hatten sich durch Meuterei als unzuverlässig erwiesen, so dass der Kaiser weitere Truppen vom Limes abkommandieren musste. In den folgenden verlustreichen Kämpfen konnte keiner der beiden Gegner einen Sieg erringen, auch ein Friedensvertrag wurde nicht geschlossen.
Zum anderen nutzten inzwischen die Germanen, namentlich die Alamannen, im Jahr 233 n. Chr. die Schwächung der römischen Verteidigungslinien zu Plünderungen und Zerstörungen. Entlang des Limes befand sich damals wahrscheinlich nur noch Auxiliarinfanterie, die den Germanen, die mittlerweile anders als früher in größeren Stammesverbänden organisiert waren und daher nun leichter kampfstärkere Einheiten aufzubieten wussten, kaum etwas entgegenzusetzen hatte. Die Plünderungszüge führten die Germanen an den Rhein und in das Alpenvorland. Mehrere Lager, darunter das Kastell Saalburg, wurden zerstört. Archäologisch lassen sich Zerstörungshorizonte aus dieser Zeit, etwa im Kastell Osterburken, nachweisen. In Osterburken fanden sich im Grabenbereich der Garnison die Überreste von mindestens drei Menschen, die eines gewaltsamen Todes gestorben waren.
Die römischen Truppen, die im Osten gegen die Perser kämpften, sollen sich um ihre Verwandten in Gallien gesorgt haben. All dies veranlasste Severus Alexander und seine Mutter, im Jahr 235 an den obergermanisch-rätischen Limes aufzubrechen. Ihr Hauptquartier schlugen sie in der Legionsstadt Mogontiacum auf. Die Legionäre erhofften sich Beute, Vergeltung und einen leichten Sieg über die Germanen. Die sparsame Mamaea begann jedoch mit den Germanen zu verhandeln, um einen teuren Feldzug zu vermeiden. Daher revoltierten die römischen Truppen und erhoben den Offizier, der für die Ausbildung der neu ausgehobenen Truppen zuständig war, Maximinus Thrax, zum Kaiser. Mamaea und Severus Alexander wurden im März 235 vermutlich in Bretzenheim ermordet. Mit Alexander starb der letzte Kaiser aus der Dynastie der Severer während des Kampfes um den Limes, und die Zeit der Soldatenkaiser begann.
Maximinus versprach eine Erhöhung des Solds, Sonderzuwendungen (Donativen) und eine Amnestie bei allen Disziplinarstrafen. Im Sommer 235 n. Chr. führte er einen Feldzug bis tief in die germanischen Siedlungsgebiete hinein an (siehe auch Harzhornereignis). Die Gefahr konnte damit für einige Zeit gebannt werden, Befestigungen wurden wieder aufgebaut und teilweise verstärkt.

### Wirtschaftlicher Niedergang

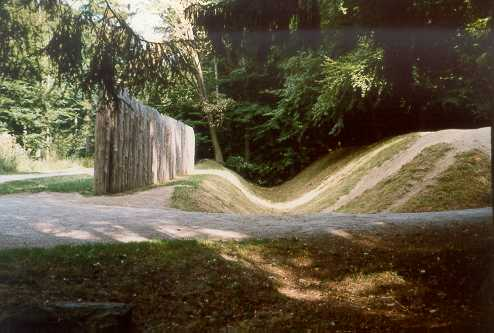
Rekonstruktion von Palisaden und Graben in der Nähe der Saalburg

Die Befestigungsanlagen wurden nach den Erfahrungen der Plünderungen des Jahres 233 erneuert und vermutlich an die neuen Verhältnisse angepasst. Es ist wahrscheinlich, dass das Wall-Graben-System als Sperre gegen Reiterheere erst jetzt an den Wehranlagen des obergermanischen Limes zusätzlich oder als Ersatz für die Palisaden ausgebaut wurde. Viele der zerstörten Zivilsiedlungen wurden jedoch nicht mehr in vollem Umfang wieder aufgebaut. Archäologische Funde bestätigen rasche notdürftige Reparaturen an Wirtschaftsgebäuden. Nicht nur Wohngebäude und Badeanstalten wurden nicht mehr in alter Größe aufgebaut, sondern auch einzelne Kastelle scheinen damals in ihrer Bausubstanz reduziert worden zu sein. So ergaben Ausgrabungen innerhalb der Kastelle Kapersburg und Miltenberg-Ost eine Verkleinerung der Innenbebauung. Es wurde vielleicht schon damals mit einer dauerhaft reduzierten Besatzung gerechnet.
Grund für den zögerlichen Wiederaufbau war vielleicht der verringerte Geldfluss in die Grenzregion. Hatte Kaiser Caracalla im Jahr 213 n. Chr. die Unterstützung seiner Soldaten auf dem Feldzug gegen die Alamannen und andere Germanen am Main noch mit stark erhöhtem Sold und mit häufigen üppigen Sonderzuwendungen erkaufen können, so war dessen Haltung für die Geldwertstabilität und die Wirtschaftspolitik seiner Nachfolger verhängnisvoll. Schon Severus Alexander konnte die maßlose Erwartungshaltung der Soldaten nicht mehr befriedigen. Bürgerkriege und ein rascher Wechsel der Kaiser waren die Folge. Immer wieder wurden die Limes-Truppen zur Regelung innenpolitischer Konflikte abgezogen. So zog Kaiser Maximinus Thrax bereits im Jahre 236 n. Chr. mit seinen Truppen nach Pannonien, im Sechskaiserjahr 238 n. Chr. wurde er auf dem Weg nach Rom während der Belagerung der Stadt Aquileia von seinen eigenen Leuten ermordet. Der Ausbau des Limes und die hohe Kaufkraft der anwesenden Truppen waren der wirtschaftliche Antrieb für Handwerk, Handel und Dienstleistungen in der Grenzregion gewesen. Nun zog der Schwund an Truppen auch einen Bevölkerungsschwund nach sich. Der Mangel an Geld und Arbeitskräften behinderte den Wiederaufbau des Limes.
Andererseits scheint sich der Druck aus einer Bevölkerungsverschiebung aus dem eurasischen Raum heraus auf die Rhein- und Donaugrenze verstärkt zu haben. Drittens dürften auch innerrömische Auseinandersetzungen eine wichtige Rolle gespielt haben. Vor allem aber war es wohl nie die Absicht der Römer gewesen, den ORL als militärische Verteidigungsanlage zu nutzen – entsprechende Initiativen mögen nach 235 erwogen worden sein, doch war und blieb der Limes eine Friedensgrenze.

### Germanenzüge im Jahr 259/260 n. Chr.

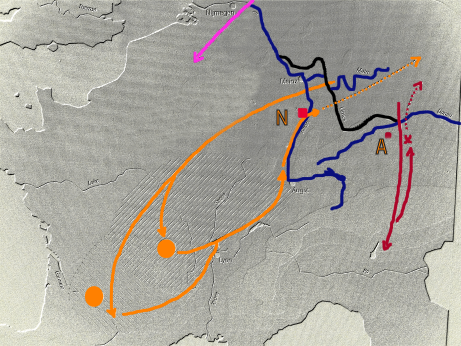
Plünderungszug der Alamannen (orange), Juthungen (rot) und Franken (magenta) 260 n. Chr. – N=Neupotz, A=Augsburg

Numismatische und dendrochronologische Untersuchungen legen nahe, dass der raetische Teil des Limes bereits bald nach 254 n. Chr., während der Regierungszeit des Kaisers Valerian (253–260), aufgegeben worden ist. Beispielsweise wurde im Frühsommer 254 n. Chr. das Lagerdorf des raetischen Kastells Buch in Schutt und Asche gelegt. Im Gegensatz dazu blieb der südliche obergermanische Abschnitt des Vorderen Limes vielleicht zunächst noch einige Jahre bestehen. Darauf deuten die späten Münzfunde bis zur Zeit des Gallienus hin, wie sie am Kleinkastell Haselburg und am Kleinkastell Rötelsee geborgen wurden. Der Archäologe Markus Scholz ging davon aus, dass der Limes am Taunus und in der Wetterau früher fiel als im Süden. Zahlreiche Hortfunde belegen dann die Germaneneinfälle der Jahre 259 und 260 n. Chr., welche letztlich zur Aufgabe des gesamten Obergermanisch-Raetischen Limes führten. Diese Einfälle fielen in die Zeit der römischen Reichskrise. Bekannt wurde der Hortfund von Neupotz, welcher in den Jahren 1967–1997 bei der Kiesförderung aus einem Altrheinarm bei Neupotz ans Tageslicht befördert wurde. Er gehört damit zum selben Fundhorizont wie der Hortfund von Hagenbach oder der Hortfund von Otterstadt. Insgesamt sind inzwischen 18 Baggerfunde des 3. Jahrhunderts aus dem Rhein zwischen Seltz und Mannheim bekannt. Ein massiver Vorstoß der Juthungen nach Italien in den Jahren 259/260 ist durch den Augsburger Siegesaltar bekannt geworden. Allerdings hat man nur in sehr wenigen Limeskastellen Spuren von Kämpfen und gewaltsamer Zerstörung finden können, weshalb heute viele Forscher annehmen, dass der Grenzwall selbst nicht überrannt und erobert, sondern mehr oder weniger planmäßig geräumt wurde: Die drastisch veränderte militärische Lage hatte die Anlage überflüssig gemacht. Viele Kastelle dürften von den kaiserlichen Truppen daher selbst niedergebrannt worden sein, um sie nicht den Feinden zu überlassen.
Bald nach den schweren germanischen Angriffen um das Jahr 260 entschied man sich zum Rückzug auf die linke Seite des Rheines und das Südufer der Donau mit der neuen Verteidigungslinie des Donau-Iller-Rhein-Limes. Die Flussgrenzen waren als Defensivposition weitaus günstiger. Damit wurde der ORL faktisch aufgegeben, wenn auch in einigen Lagerdörfern am ehemaligen Limes das Leben weiterging. So fanden am aufgelassenen Kastell Buch nach den Zerstörungen um 254 n. Chr. großflächige Planierungen über dem Brandhorizont des Lagerdorfes statt, auf denen in reduziertem Umfang mit dem Wiederaufbau begonnen wurde. Teils vergruben die abziehenden römischen Truppen Gerätschaften und Werkzeuge bei ihren Kastellen, da sie offenbar planten, zu einem späteren Zeitpunkt zurückzukehren, sobald die Region wieder befriedet wäre. Vielfach wird heute ein Zusammenhang mit den Kämpfen zwischen dem Usurpator Postumus, der 260 in Gallien ein römisches „Sonderreich“ begründete, und dem legitimen Kaiser Gallienus vermutet: Man benötigte die Truppen an anderer Stelle und überließ die Grenze daher vielleicht sich selbst.
Dass dabei zusammen mit dem Limes auch das ganze rechtsrheinische Gebiet (Dekumatland) von den Römern geräumt wurde, dass also die Zivilbevölkerung deportiert wurde, ist nicht nachzuweisen. Ein systematischer Abzug der letzten verbliebenen römischen Soldaten war wohl erst um 275 möglich, als sich die Lage des Imperium Romanum wieder stabilisierte. Zumindest ein Teil der römischen Bevölkerung blieb im Land und vermischte sich mit den einwandernden Germanen.
Um 300 sprechen römische Quellen dann nicht mehr von den agri Decumates, sondern von der Alamannia. Die römischen Kaiser der Spätantike hielten aber mindestens bis ins späte 4. Jahrhundert an ihren prinzipiellen Ansprüchen auf diese Gebiete fest – den letzten Feldzug im ehemaligen Dekumatland unternahm Kaiser Gratian im Jahr 377. Zu einem Feldzug des Unterkaisers Julian im Jahr 357 schreibt der römische Geschichtsschreiber Ammianus Marcellinus, der Herrscher habe ein Befestigungswerk (munimentum) des Kaisers Trajan, das früher stark umkämpft gewesen sei, nun in aller Eile wieder repariert und mit Truppen besetzt. Ob aus dieser Passage hervorgeht, dass Julian Teile des Obergermanisch-Raetischen Limes wieder in Nutzung nahm, oder Ammianus mit dem munimentum eine kleinere Einzelanlage meinte, ist jedoch in der Forschung umstritten. Die ungarische Limesforschung deutet das munimentum als das nie vollendete Großkastell Göd-Bócsaújtelep im Grenzgebiet der germanischen Quaden und der Sarmaten in der Nähe des Donauknies.

## Spätere Bedeutung
Der bauliche Verfall des Obergermanisch-Raetischen Limes dauerte Jahrhunderte. So waren laut einem bayerischen Chronisten noch im Jahre 1780 Mauerabschnitte auf weiten Strecken zu sehen. Als jedoch immer mehr Gebäude aus Stein statt aus Holz errichtet wurden, „holten sich die Anwohner fuderweise Steine“ von den Mauerresten. In Köln standen noch im frühen 19. Jahrhundert Türme der römischen Stadtmauer. Auch das Nordtor der römischen Stadtmauer von Köln wurde erst Mitte des 19. Jahrhunderts abgebrochen, weil es zu eng für den wachsenden Verkehr geworden war.
Die Funktion der meisten Bauten entlang des ehemaligen Limes geriet jedoch in Vergessenheit. So deutete die Bevölkerung den großteils an der Oberfläche verlaufenden, von Südwesten kommenden römischen Aquaedukt der Stadt Köln als „geheimen Verbindungsgang“ zwischen den Städten Köln und Trier. Die verfallenen Befestigungen des raetischen Limes hingegen, deren Funktion sich ebenfalls niemand erklären konnte, wurden im Volksmund als „Teufelsmauer“ bezeichnet.
Bezeichnenderweise diente der Verlauf der Anlage über Jahrhunderte auch als Grundstücksgrenze (oft gleichzeitig Gemeinde- oder Verwaltungsgrenze). Die Flurbereinigung hob diese Grenzen teilweise im 20. Jahrhundert auf, teilweise bestehen sie aber bis heute.

### Der Limes heute

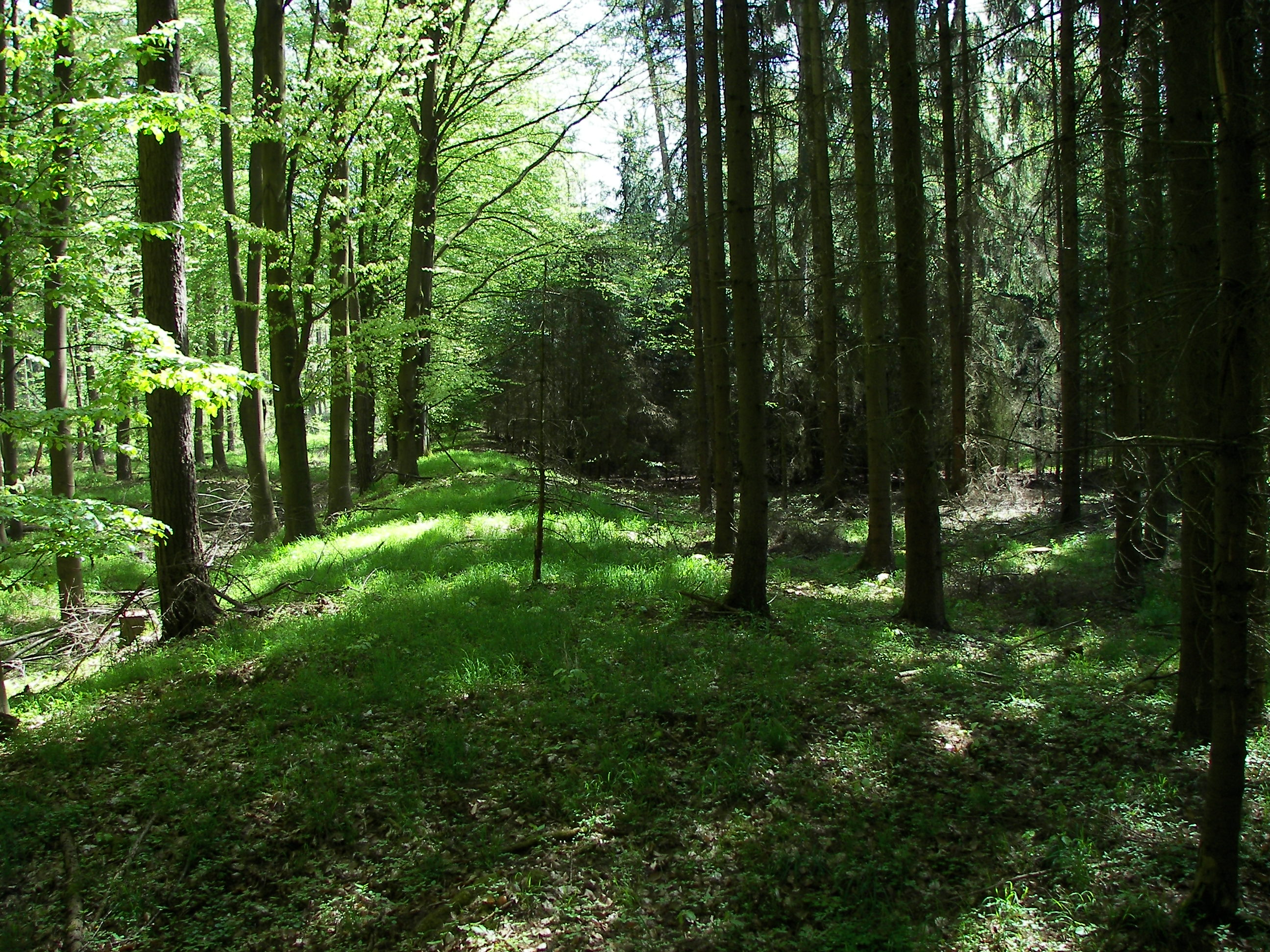
Limes bei Lich, Hessen, Mai 2006

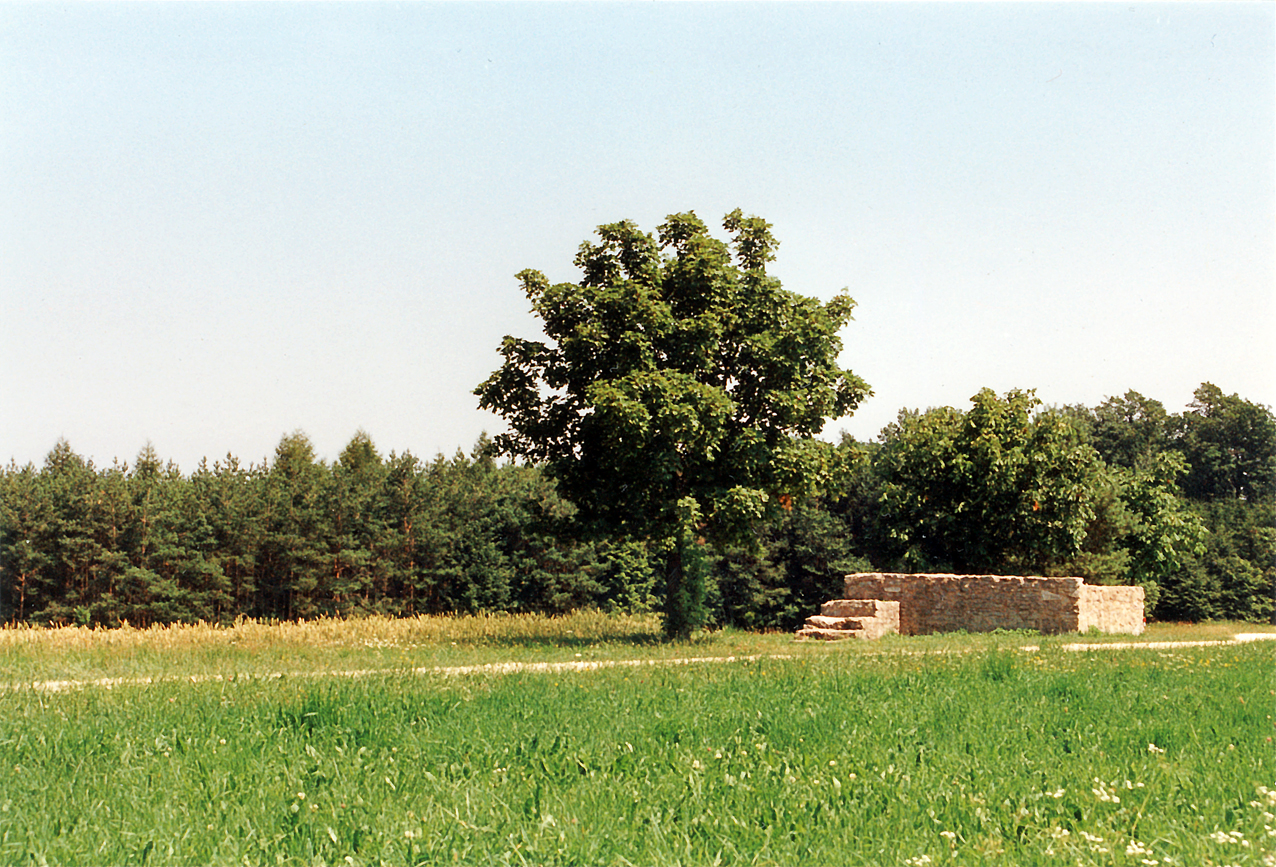
Moderne Präsentation eines restaurierten Steinturmfundaments (WP 14/17) mit begleitendem Wanderweg

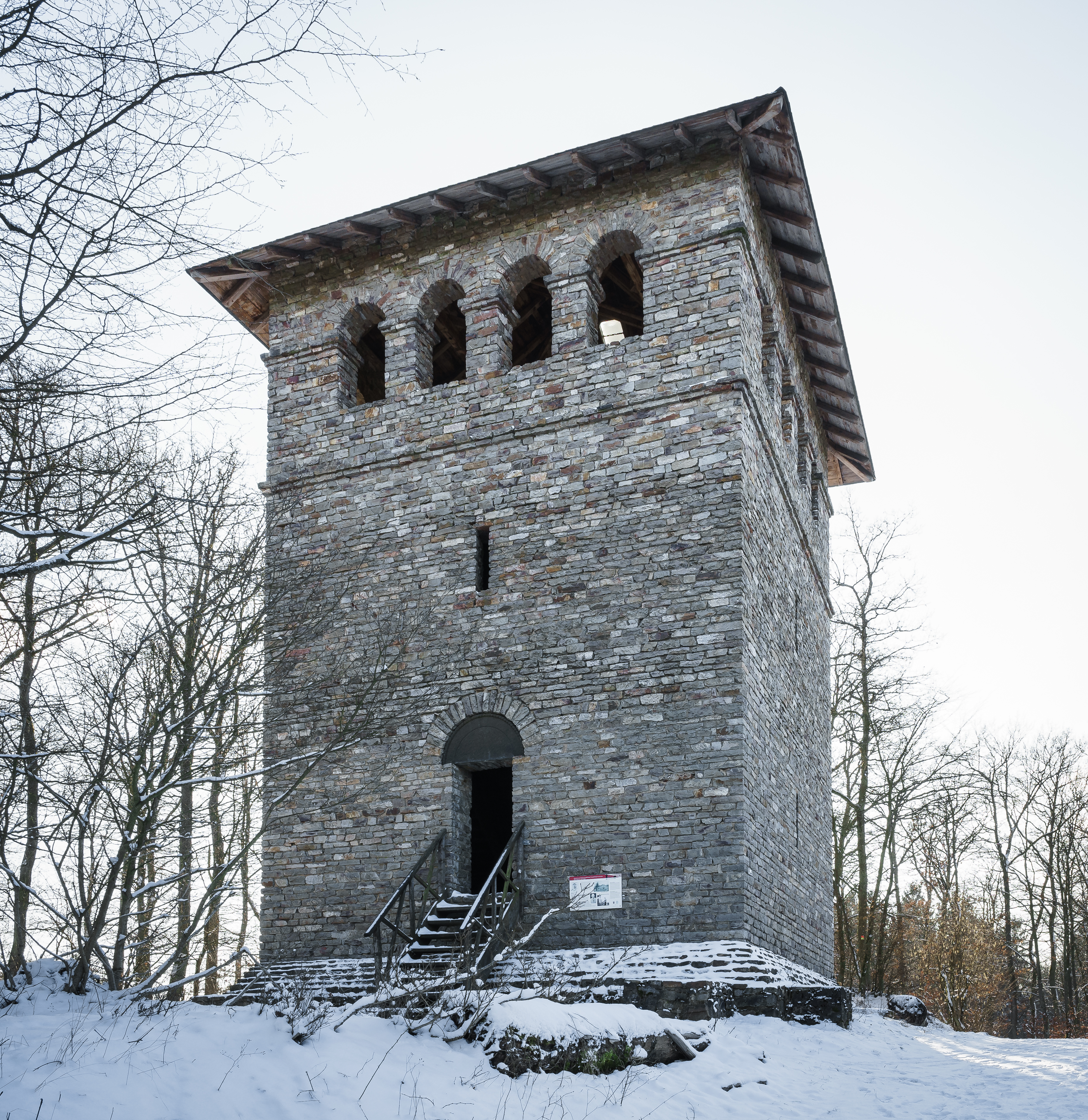
Rekonstruierter Römerturm am Gaulskopf

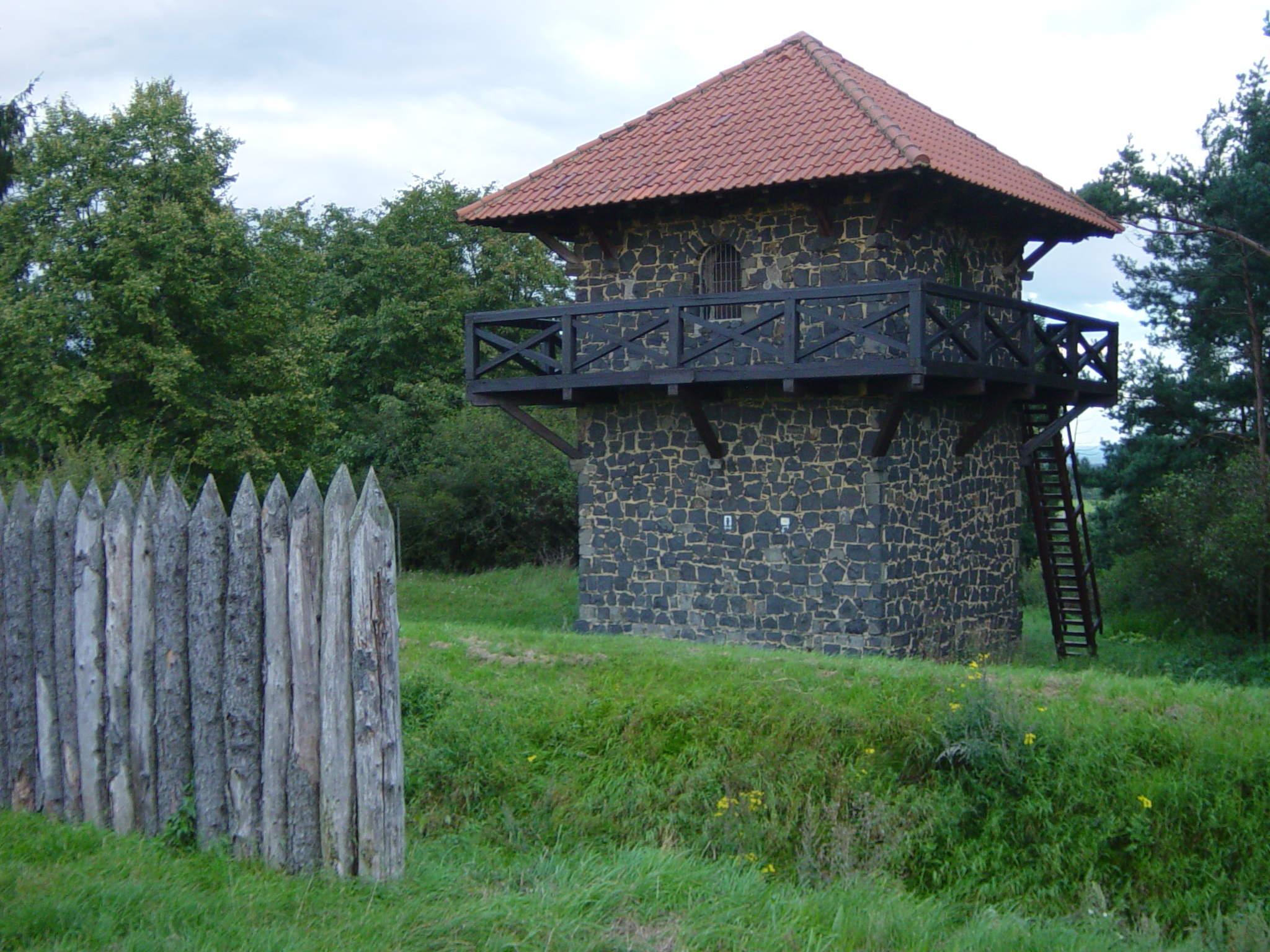
Limeswachturm Wp 4/49, Rekonstruktion der Turmstelle bei Pohlheim

Der Limes stellt in Deutschland ein Bodendenkmal von internationaler Bedeutung dar. Einige bauliche Anlagen am Obergermanisch-Raetischen Limes wurden rekonstruiert. Beispiele sind die Saalburg bei Bad Homburg vor der Höhe, das Kastell Aalen, die jeweils bedeutende römische Museen in ihren Mauern bergen, sowie zahlreiche Wachtürme.
Von der eigentlichen Grenzbefestigung haben sich am obergermanischen Limes Wall und Graben am besten erhalten. Das gilt vor allem für die Waldgebiete des Westerwaldes und des Taunus. Beim rätischen Limes markiert dagegen ein breiter Streifen aus Gesteinsschutt, in der Feldgemarkung oft als gradlinig verlaufendes Feldgehölz auszumachen, den Verlauf der Befestigung. Kleine Hügel aus Erde und Schutt finden sich entlang der beiden Limites an den Stellen, an denen ein Wachturm gestanden hat.
In mehrjährigem Turnus findet ein internationaler Limeskongress statt, auf dem sich Wissenschaftler, die sich der Erforschung des Limes widmen, treffen und Forschungsergebnisse austauschen.
Entlang des Obergermanisch-Raetischen Limes verlaufen als touristische Routen die Deutsche Limes-Straße für Autofahrer, der ausgeschilderte Deutsche Limes-Radweg sowie der Limeswanderweg (= Limesweg) im Westerwald und Taunus, der Östliche Limesweg (HW 37) des Odenwaldklubs, der Limes-Wanderweg (HW 6) des Schwäbischen Albvereins, der Limesweg (Weg 46) des Fränkischen Albvereins und der Limeswanderweg im Naturpark Altmühltal.
Die Europäische Kommission (Generaldirektion Unternehmen und Industrie) fördert in den Jahren 2011 bis 2013 die Entwicklung digitaler Dienstleistungen für den Kulturtourismus entlang des Limes in den zehn europäischen Anrainerstaaten. Die Modellregionen befinden sich in Rheinland-Pfalz (Deutschland), Niederösterreich (Österreich) und der Stadt Ruse (Bulgarien).

### Weltkulturerbe

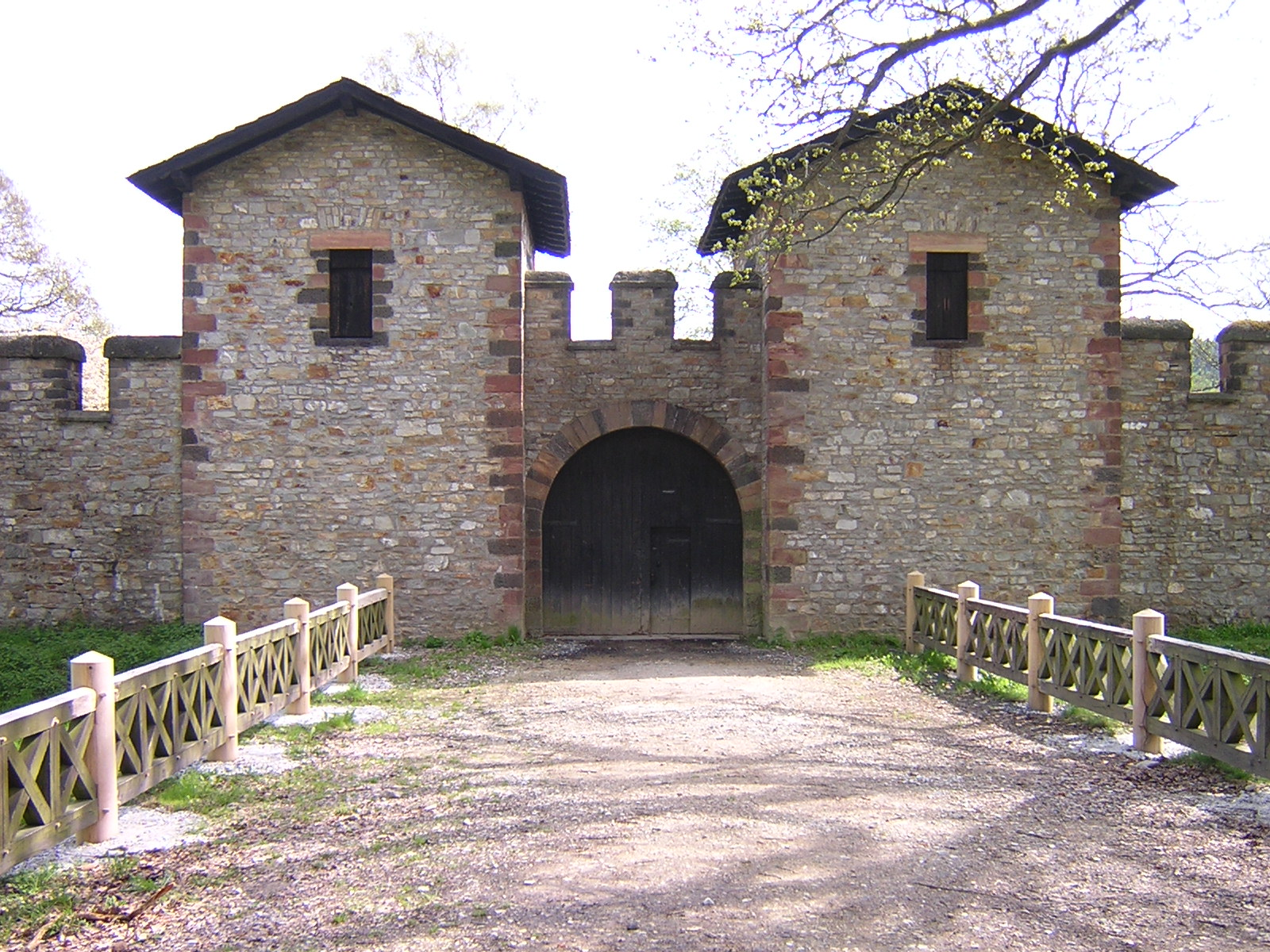
Seitliches Tor (porta principalis) des Kastells Saalburg

Am 15. Juli 2005 wurde der Obergermanisch-Raetische Limes durch die UNESCO in die Liste des Weltkulturerbes aufgenommen, am 5. Juli 2006 in Aalen die entsprechenden Urkunden der UNESCO an die Vertreter der vier beteiligten Bundesländer Rheinland-Pfalz, Hessen, Baden-Württemberg und Bayern übergeben. Die beteiligten Bundesländer haben zu ihrer Koordination die Deutsche Limeskommission (DLK) gegründet. Bestandteil des Welterbes ist nur die Hauptlinie des Obergermanisch-Raetischen Limes in ihrem umfassenden Ausbauzustand. Sie schließt einen Teil der dahinter liegenden Infrastruktur mit ein.
Der Obergermanisch-Raetische Limes ist kein selbständiges Weltkulturerbe, sondern zweite Position der Welterbestätte „Grenzen des Römischen Reiches“, dessen erste Position der Hadrianswall in England einnimmt, der 1987 von der UNESCO zum Weltkulturerbe erklärt wurde. Ziel des Projekts „Grenzanlagen des Römischen Reichs“ ist, – zunächst – alle europäischen Staaten, durch die der Limes verläuft, mit den auf ihrem Territorium befindlichen Anlagen, in das Welterbe einzubinden. 2008 wurde der Antoninuswall in Schottland aufgenommen.
Mit Unterstützung der Deutschen Limeskommission und des baden-württembergischen Landesamtes für Denkmalpflege gründete sich im Februar 2005 der Verband der Limes-Cicerones, dessen Mitglieder als qualifizierte Gästeführer am Obergermanisch-Raetischen Limes tätig sind und so eine Aufgabe im Rahmen des Limesentwicklungsplans erfüllen.

## Karten
- Der Limes. Rheinbrohl – Holzhausen an der Heide. Topographische Freizeitkarte 1:25000 mit Limes-Wanderweg, Limes-Radweg, Deutsche Limesstraße. Hrsg.: Landesamt für Vermessung und Geobasisinformation Rheinland-Pfalz in Zusammenarbeit mit dem Landesamt für Denkmalpflege Rheinland-Pfalz, Archäologische Denkmalpflege, Amt Koblenz. – Koblenz: Landesamt für Vermessung und Geobasisinformation Rheinland-Pfalz in Zusammenarbeit mit dem Landesamt für Denkmalpflege Rheinland-Pfalz, Archäologische Denkmalpflege, Amt Koblenz 2006, ISBN 3-89637-378-1.
- Offizielle Karte UNESCO-Weltkulturerbe obergermanisch-raetischer Limes in Rheinland-Pfalz von Rheinbrohl bis zur Saalburg (Hessen). Gemeinschaftlich hrsg. v. Deutsche Limeskommission, Generaldirektion Kulturelles Erbe – Direktion Archäologie, Verein Deutsche Limes-Straße, Landesamt für Vermessung und Geobasisinformation Rheinland-Pfalz. – Koblenz: Landesamt für Vermessung und Geobasisinformation Rheinland-Pfalz 2007, ISBN 978-3-89637-384-7.